# Shona Laing

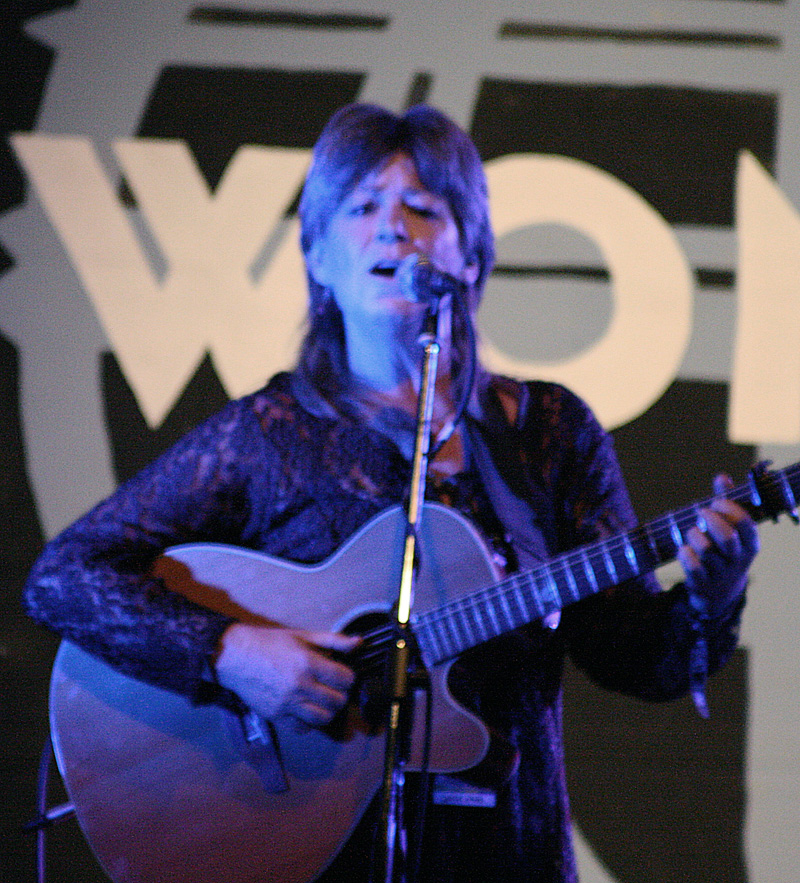
Shona Laing (2009)

Shona Laing (* 9. Oktober 1955) ist eine neuseeländische Sängerin.
Shona Laing wirkte 1981 und 1982 beim Album Somewhere in Afrika von Manfred Mann’s Earth Band als Sängerin mit.
Als Solokünstlerin hatte Shona Laing 1987 in Australien und Neuseeland einen Top-10-Hit (Glad I’m not a Kennedy). Sie verschwand anschließend genauso schnell und unbemerkt wieder aus den Hitparaden, wie sie gekommen war, ist aber musikalisch in ihrem Heimatland Neuseeland weiterhin aktiv.
Im Jahre 2013 erhielt Shona Laing den „Legacy Award“ und wurde in die „New Zealand Music Hall of Fame“ aufgenommen.